# Шайкевич Ігор Андрійович
Ігор Андрійович Шайкевич (нар. 19 лютого 1934) — український науковець у галузі металооптики та спектроеліпсометрії поверхні твердого тіла. Доктор фізико-математичних наук, професор. Академік АН ВШ України з 1993 р.

## Життєпис
Народився в м. Києві. Закінчив фізичний факультет Київського університету ім. Т. Г. Шевченка (1957) та аспірантуру (1963). Учень професора Олександра Шишловського.
З 1962 р. — на викладацькій роботі в університеті. Доктор фізико-математичних наук, професор кафедри оптики КНУ ім. Т. Шевченка.

## Наукові інтереси
Досліджував металічні матеріали і тонкі металічні плівки.
Уперше застосував комплексний підхід до врахування всіх особливостей поверхневого шару металічної поверхні (шорсткість, шар окису та адсорбованих молекул тощо), що дало змогу виявити ряд тонких особливостей в електронній структурі досліджуваних об'єктів при спектроеліпсометричних та нелінійнооптичних дослідженнях. Останнім часом проводить дослідження поляритонних властивостей масивних металів і тонких металічних плівок.
Автор понад 300 наукових праць, з них 20 авторських свідоцтв СРСР та 3 патенти України.
Підготував 11 кандидатів наук.

## Нагороди
Лауреат премії ім. М. П. Барабашова НАН України, двічі лауреат премії МВССО України, лауреат премії ім. Т. Шевченка КНУ ім. Т. Шевченка. Нагороджений почесними відзнаками «Відмінник освіти України», «За наукові досягнення» та «Петро Могила» МОН України, почесним знаком «Ушинський К. Д.» Академії педагогічних наук України та нагородою Ярослава Мудрого АН ВШ України.